# Same Player Shoots Again
Same Player Shoots Again – krótkometrażowy, czarno-biały film Wima Wendersa z 1967 roku, nakręcony na taśmie 16 mm. Inspiracją do stworzenia filmu była gra  pinball. 
Film rozpoczyna się od dwóch ujęć zaczerpniętych z wcześniejszego filmu Wendersa Miejsca akcji. Ujęcia te przedstawiają kolejno: telewizor, znajdujący się w pomieszczeniu, w którym obecne są ślady wcześniejszej pijatyki, na którego ekranie widać ręce tasujące karty do gry oraz pustą budkę telefoniczną. Następnie pojawia się fragment przedstawiający mężczyznę w długim płaszczu, niosącego karabin maszynowy; mężczyzna ten idzie, potykając się, sprawia wrażenie rannego. Fragment ten zostaje w filmie powtórzony 5 razy, za każdym razem w odrobinie innej tonacji kolorystycznej. 
Struktura filmu – pięciokrotne powtórzenie tego samego fragmentu – nawiązuje do pięciu kul w pinballu, tytuł pochodzi natomiast od napisu shoot again, jaki pojawia się w trakcie gry w pinball pomiędzy kolejnymi strzałami.